# Total Death
Total Death šesti je studijski album norveškog black metal-sastava Darkthrone. Album je 15. siječnja 1996. godine objavila diskografska kuća Moonfog Productions.

## O albumu
Za rezliku od prethodnih albuma grupe na kojima su većinu tekstova pjesama napisali pjevač, basist i bubnjar Fenriz te norveški glazbenik Varg Vikernes (Vikernesovi se tekstovi pojavljuju na albumima Transilvanian Hunger i Panzerfaust), Total Death sadrži tekstove pjesama koje su napisali gitarist, pjevač i basist Nocturno Culto te članovi ostalih black metal sastava. Nocturno Culto je skladao glazbu za vlastite tekstove, dok je Fenriz skladao glazbu za Garmove (Ulver, Arcturus, Borknagar), Ihsahnove (Emperor), Satyrove (Satyricon) te tekstove Carla-Michaela Eidea (Ved Buens Ende, Aura Noir, Virus).
Album je izvorno 15. siječnja 1996. godine na CD-u i u vinilnoj inačici objavio izdavač Moonfog Productions. Iako su prethodni albumi grupe koji pripadaju black metal žanru sadržavali crno-bijele naslovnice, na naslovnici CD inačice Total Deatha nalazi se slika svemira kojom dominira plava boja, dok se na vinilnoj inačici nalazi slika planine pokrivene snijegom u crnoj i bijeloj boji. U ožujku 2011., Peaceville Records je ponovno objavio Total Death te je ta verzija albuma sadržavala bonus pjesmu i dodatni CD s auditivnim komentarima članova sastava. Bonus pjesma, "God of Disturbance and Friction", bila je snimljena u otprilike isto vrijeme kao i ostatak albuma te se prvi put pojavila na kompilaciji Moonfog Productionsa.

## Glazbeni stil i tekstovi pjesama
Darkthrone odbacuje brzi ritam koji je prevladavao na albumu Transilvanian Hunger i žestok zvuk uvelike inspiriranim Celtic Frostom s Panzerfausta te na Total Deathu prigrljuje black metal stil inspiriran europskim thrash metalom. Neki su recenzenti izjavili kako glazbeni stil albuma djelomično podsjeća na grupe Celtic Frost i Sodom, dok u isto vrijeme sadrži elemente svojstvene tradicionalnom nordijskom black metalu; također su komentirali kako produkcija albuma puno bolja u usporedbi s onom na prijašnjim albumima. U službenoj je biografiji sastava glazbeni stil albuma bio uspoređivan s onim na prvim dvama black metal glazbenim izdanjima grupe te ga je diskografska kuća opisala "ružnim ali atmosferičnim, što samo Darkthrone može [postići i] biti".
Tekstovi pjesama govore o raznim temama poput kraja svijeta te rata protiv kršćana i njihovih svetišta.

## Popis pjesama
| 1.    | »Earth's Last Picture«                  | Garm              | Fenriz         | 5:12 |
| 2.    | »Blackwinged«                           | Nocturno Culto    | Nocturno Culto | 4:31 |
| 3.    | »Gather for Attack on the Pearly Gates« | Nocturno Culto    | Nocturno Culto | 4:53 |
| 4.    | »Black Victory of Death«                | Ihsahn            | Fenriz         | 4:00 |
| 5.    | »Majestic Desolate Eye«                 | Nocturno Culto    | Nocturno Culto | 3:07 |
| 6.    | »Blasphemer«                            | Carl-Michael Eide | Fenriz         | 4:01 |
| 7.    | »Ravnajuv«                              | Nocturno Culto    | Nocturno Culto | 4:20 |
| 8.    | »The Serpents Harvest«                  | Satyr             | Fenriz         | 5:43 |
| 35:47 |                                         |                   |                |      |

## Recenzije
Mnogi su obožavatelji sastava negativno reagirali na Total Death, izjavljujući kako je označio početak doba u kojem sastav više nije bio inovativan te smatrajući Panzerfausta posljednjim klasikom grupe. John Chedsey, recenzent sa stranice Satan Stole My Teddybear, opisao je album kao "bezličnu jurnjavu kroz hodnike black metala" te je komentirao kako je vremenski period sastava tijekom kojeg je bio objavljen ovaj album "najmanje zanimljiv".
S druge strane, Skeggjadr, recenzent sa stranice sputnikmusic.com, smatra kako je Total Death najviše podcijenjen album sastava; komentirao je kako je po njegovom mišljenju ovo jedan od njegovih najboljih albuma te da je čak superioran u usporedbi sa svojim prethodnicima. Ralf iz Metal Observera također je pozitivno ocijenio album te ga je imenovao najboljim i najsvestranijim Darkthroneovim albumom nakon A Blaze in the Northern Skyja. Također je komentirao kako album "pripada među najveće klasike [...] ovog sastava [...]. Svi koji žele znati kako zvuči black metal bez ukrasa trebaju nabaviti ovaj album."

## Zasluge
| Darkthrone - Nocturno Culto – vokali, gitara, bas-gitara, produkcija, dizajn - Fenriz – vokali, bas-gitara, bubnjevi | Ostalo osoblje - Tomas Lindberg – logotip - Union of Lost Souls – dizajn - Günther Pauler – mastering - P.A. Roald – inženjer zvuka |